# Bécherel
Bécherel é uma comuna francesa na região administrativa da Bretanha, no departamento Ille-et-Vilaine. Estende-se por uma área de 0,57 km². Em 2010 a comuna tinha 694 habitantes (densidade: 1 217,5 hab./km²).051 hab/km².

É considerada uma cidade literária desde 1988.